# Jaime Arellano Quintana
Jaime Rodolfo Arellano Quintana (Temuco, 5 de marzo de 1966) es una abogado y político chileno, miembro del Partido Demócrata Cristiano (PDC). Se desempeñó como subsecretario de Justicia durante todo el gobierno de Ricardo Lagos, entre 2000 y 2006.

## Familia y estudios
Nació en la ciudad de Temuco, hijo del profesor de filosofía, Felipe Jaime Arellano Galdames y la profesora de inglés, Claudina Quintana Painevilu. Está casado con la abogada Alejandra Irma Moya Bruzzone, y tiene dos hijos.
Entre 1984 y 1988, estudió derecho en la Pontificia Universidad Católica (PUC) y, más tarde, se desempeñó como secretario político y asesor legislativo del diputado Gutenberg Martínez, desde 1990 hasta 1994.
Posteriormente, entre 1994 y 1996, estudió en la Escuela de Asuntos Públicos de la Universidad Americana, en Washington D. C., Estados Unidos; donde obtuvo un magíster en gerencia y políticas públicas.

## Trayectoria política
Es militante del Partido Demócrata Cristiano (PDC) desde 1986, se ha desempeñado como consejero provincial del partido en Santiagoo Centro Oriente.
Durante su permanencia en EE. UU., se desempeñó como asesor legal y analista político de la embajada de Chile ante la Casa Blanca, entre 1995 y 1996.
A su regreso al país, pasó a desempeñarse como asesor legal y político de la ministra de Justicia, Soledad Alvear (entre julio-noviembre de 1996), participando en la conformación de varios proyectos de ley con origen en el Ministerio: Reforma al Código de Procedimiento Penal, Ministerio Público, Defensoría Penal Pública y la Academia Judicial. Asimismo, entre diciembre de 1996 y julio de 1997, se desempeñó como jefe de gabinete del presidente de la Cámara de Diputados, Gutenberg Martínez.
Durante 1997, además realizó tareas como consultor internacional del Banco Interamericano de Desarrollo (BID) en temas relativos a la modernización de los parlamentos de las Américas. Paralelamente, en julio de ese año, asumió como director general de la Corporación de Asistencia Judicial (CAJ) de la Región Metropolitana.
En este cargo ejerció hasta el 11 de marzo de 2000, fecha en que asumió como subsecretario de Justicia en el gobierno del presidente Ricardo Lagos, funcionando durante toda la administración hasta marzo de 2006.